# فرد لوك
فرد لوك (بالإنجليزية: Fred Luke)‏ هو رامي الرمح ‏ أمريكي، ولد في 12 نوفمبر 1946 في بيلينغام في الولايات المتحدة.

## وصلات خارجية
- فرد لوك على موقع أوليمبيديا (الإنجليزية)